# 무진메디
무진메디(Moogene Medi)는 대한민국의 약물 전달 시스템 개발 기업이다.